# 김지명
김지명(金志明, 2001년 3월 4일 ~ )은 대한민국의 바둑 기사이다.

## 약력
충청남도 청양 출신으로 7세 때 바둑에 입문하여 충암바둑도장에서 김대용 사범에게 바둑을 배웠다, 초등학교 6학년 때인 2013년에 한국기원 본원 연구생이 되었다. 2013년 일요신문배 어린이바둑대회 초등최강부에서 우승했고 대한생명배 어린이바둑대회 최강부에서 공동 3위에 올랐다. 이후 2015년 제4회 영재입단대회를 통해 입단했다.
2016년 제4기 합천군 초청 하찬석국수배 영재바둑대회 8강과 제4회 메지온배 오픈신인왕전 16강에 진출했다. 2017년 제5기 합천군 초청 하찬석국수배 영재바둑대회 16강과 제6기 하찬석국수배 영재바둑대회 본선 20강에 올랐고 2019년 제7기 하찬석국수배 영재바둑대회 본선 8강에 진출했다. 2019년 2단을 거쳐 2022년에 4단으로 승단했다.